# Alfons Senger
Alfons Senger (ur. 3 października 1915 w Środzie Wielkopolskiej, zm. 7 września 1991 w Poznaniu) – polski chirurg, profesor, kierownik Poznańskiej Kliniki Ortopedii.

## Życiorys
Ukończył Gimnazjum im. Marii Magdaleny (matura 1934), następnie, od 1936, studiował na Uniwersytecie Poznańskim.
W czasie II wojny światowej pracował jako robotnik, a później jako asystent w Szpitalu Miejskim przy ul. Szkolnej na Oddziale Rentgenowskim i Chirurgicznym. Studia ukończył po wojnie, dyplom lekarza uzyskał w maju 1945. W tym czasie zaczął pracować w redakcji czasopisma "Chirurgia Narządów Ruchu i Ortopedia Polska" (w 1976 został redaktorem naczelnym). W latach 1947–1948 odbył służbę wojskową w Legnicy i w Poznaniu.
Pod koniec 1946 rozpoczął współpracę z prof. Degą w Klinice Ortopedycznej. W 1950 został doktorem. W 1954 mianowany zastępcą kierownika Kliniki Ortopedycznej. W 1955 habilitował się (praca Krytyczna ocena sposobów określania antetorsji kości udowej w związku z zagadnieniem zwichnięcia biodra).
Od roku 1957 organizował w Gdańsku Klinikę Ortopedyczną na Akademii Medycznej.
W 1965 został profesorem nadzwyczajnym, a w 1972 – zwyczajnym. W 1967 wrócił do Poznania i został kierownikiem Katedry i Kliniki Ortopedycznej oraz Szpitala Ortopedycznego.
Należał do Polskiego Towarzystwa Ortopedycznego i Traumatologicznego. Napisał ponad 100 prac naukowych.

## Odznaczenia i nagrody
- Krzyż Kawalerski Orderu Odrodzenia Polski
- Złoty Krzyż Zasługi
- Medal Komisji Edukacji Narodowej
- Zasłużony Nauczyciel PRL
- Za wzorową pracę w służbie zdrowia
- Medal im. K. Marcinkowskiego
- Medal im. Adama Gucy
- Honorowy obywatel woj. poznańskiego
- Honorowy obywatel woj. zielonogórskiego
- Honorowy obywatel woj. kaliskiego
- Honorowy obywatel m. Poznania